# Giovanni Visconti (Erzbischof)

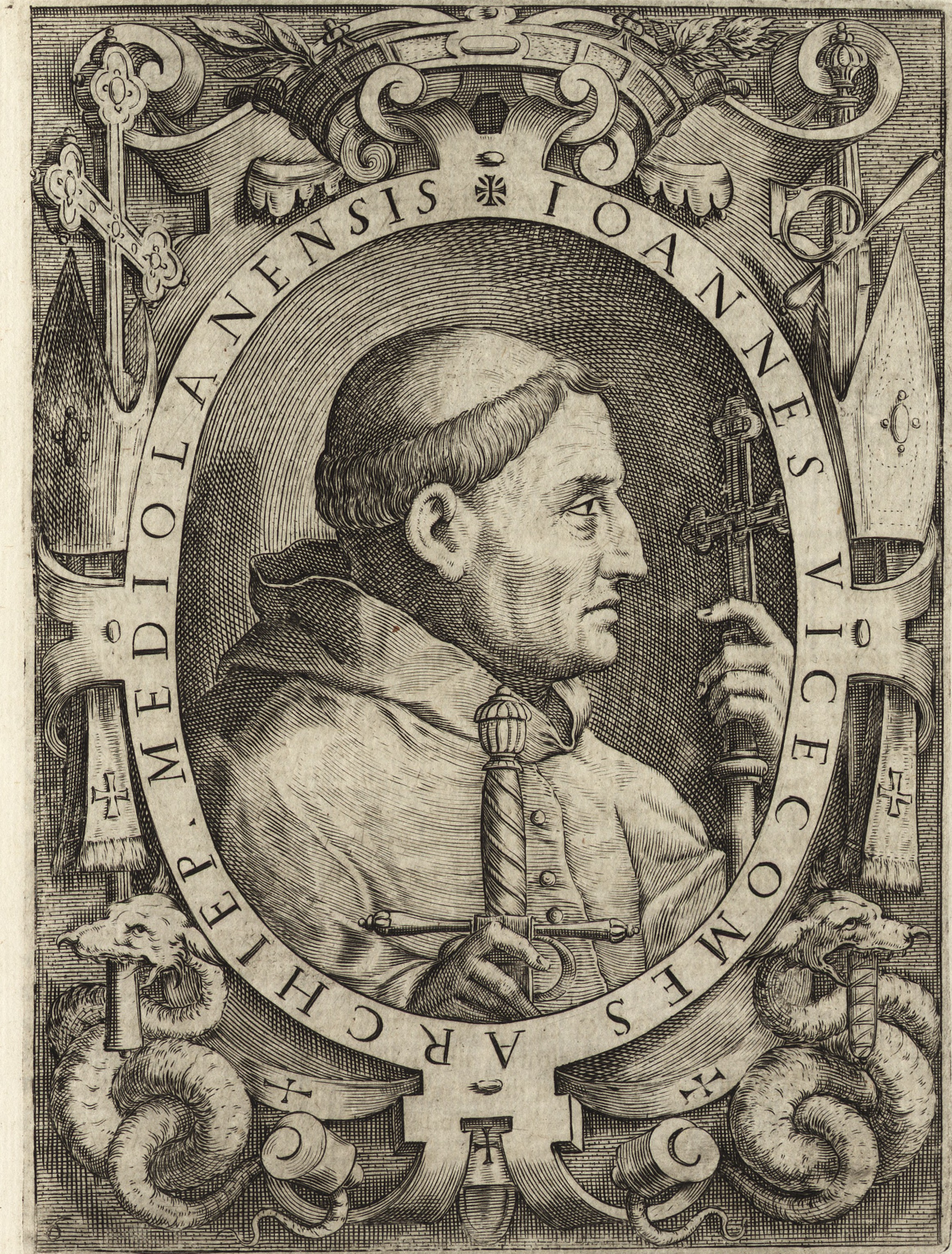
Giovanni Visconti als Erzbischof von Mailand (Stich von 1645)

Giovanni Visconti (* 1290 in Mailand; † 5. Oktober 1354 ebenda) aus der Familie Visconti war ein Kardinal der Römischen Kirche, Erzbischof und Herr von Mailand.

## Leben
Giovanni war das dritte von zehn Kindern des Matteo I. Visconti, des Herrn von Mailand, und der Bonacosa Borri. Von Geburt an war für ihn der Dienst in der katholischen Kirche vorgesehen. 1303 erhielt er von Papst Benedikt IX. ein Kanonikat an der Kathedrale von Lincoln in England. Er nahm 1312 zusammen mit Isnardo Tacconi, dem Lateinischen Patriarchen von Antiochia und Administrator von Pavia, am Konzil von Vienne teil. Giovanni Visconti erscheint als Kanoniker des Kathedralkapitels von Mailand zum ersten Mal am 19. Februar 1317. Er war Kommendatarabt von Sant’Ambrogio in Mailand. Er hatte zwei uneheliche Kinder, Leonardo und Margherita Visconti.
Im Jahr 1317 wählte ihn das Kathedralkapitel von Mailand zum Erzbischof, doch Papst Johannes XXII. versagte der Wahl die Bestätigung. Stattdessen ernannte der Papst Aicardo Antimiani zum Erzbischof. Giovanni Visconti verwaltete jedoch de facto die Erzdiözese Mailand, da der vom Papst ernannte Erzbischof die meiste Zeit verhindert war und im August 1339 starb. Im Jahr 1324 wurde Giovanni Visconti zum Propst der reich begüterten Kirche Pontirolo gewählt. Kurz darauf exkommunizierte Johannes XXII. ihn, da er der Häresie beschuldigt wurde, und er wurde seiner neuen Stellung an Pontirolo enthoben. Giovanni verbündete sich mit dem Gegenpapst Nikolaus V.
Im Januar 1329 wurde er von Nikolaus V. zum Kardinaldiakon erhoben und erhielt die Titeldiakonie Sant’Eusebio. Im September desselben Jahres söhnte er sich mit Papst Johannes XXII. aus und verzichtete auf alle vom Gegenpapst empfangenen Titel, wurde jedoch bis zu seinem Tod als Kardinaldiakon von Sant’Eusebio geführt. 1331 wurde er Bischof und 1332 Signore von Novara, sodann 1342 Erzbischof von Mailand. Er teilte ab 1339 gemeinsam mit seinem Bruder Luchino Visconti auch die Signoria über Mailand, nach dem Tod Luchinos 1349 herrschte er alleine über die Stadt. 1350 übernahm er zudem die Signoria von Bologna und 1353 die von Genua.

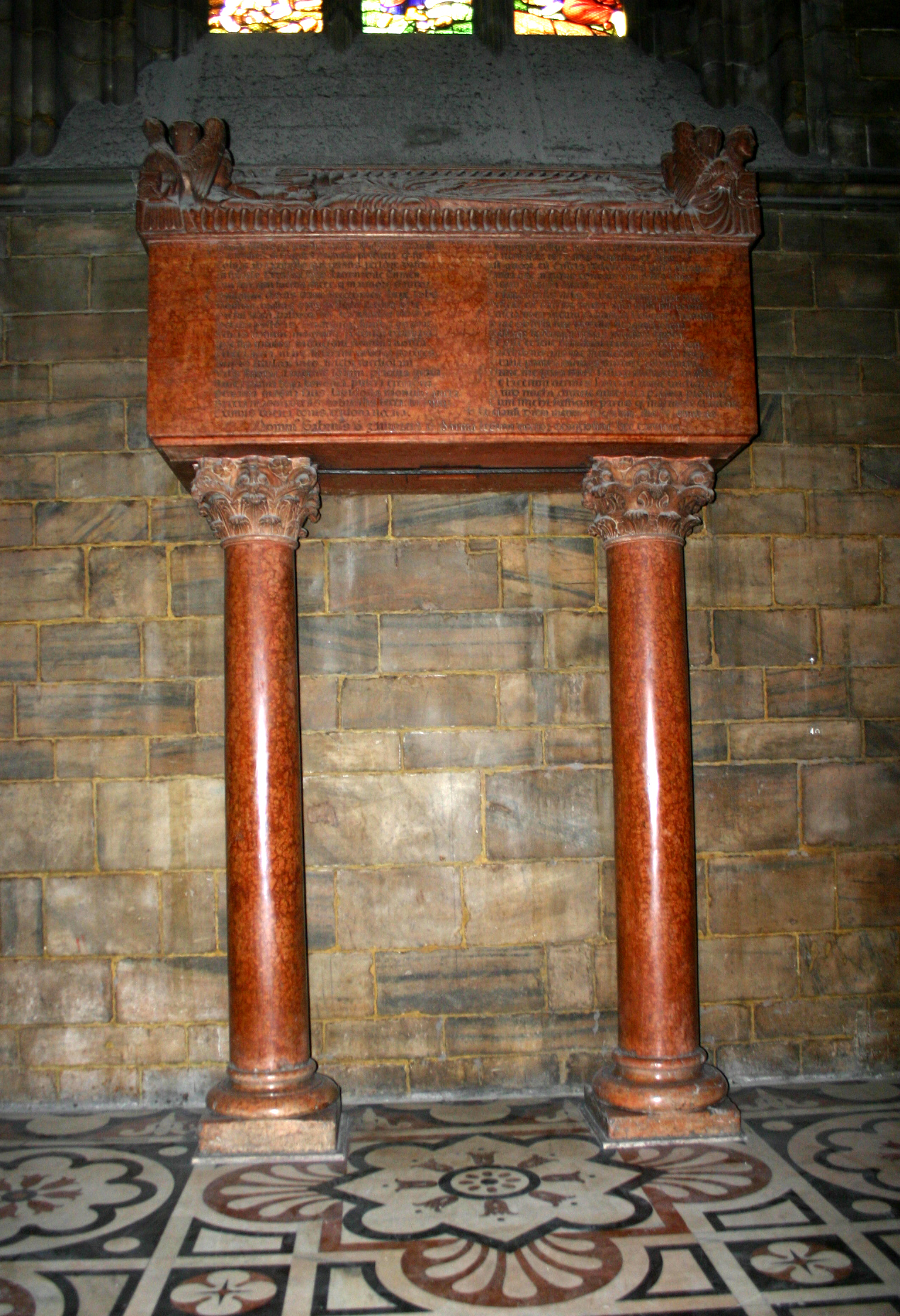
Grab von Giovanni Visconti

Er starb 1354 in Mailand. Die Herrschaft im Staat wurde bei Giovannis Tod unter den drei Söhnen Stefano Viscontis, Matteo II., Galeazzo II. und Bernabò, aufgeteilt. Sein Grab befindet sich im Mailänder Dom.

## Wirken
Giovanni war einer der bemerkenswerten Charaktere seiner Zeit. Er unterstützte Francesco Petrarca, dehnte die Herrschaft der Visconti über Bologna aus (1350), widersetzte sich Papst Clemens VI. (regierte 1342–1352) und annektierte Genua (1353); bei seinem Tod hatte er die Herrschaft seiner Familie über ganz Norditalien außer Piemont, Verona, Mantua, Ferrara und Venedig ausgedehnt. Die Visconti zur Zeit des Erzbischofs Giovanni waren keine Rivalen der della Torre mehr, auch nicht abhängig von kaiserlichen Launen, sondern souveräne Herrscher mit der anerkannten Macht über Mailand und seine Umgebung.